# Sphingomima viriosa
Sphingomima viriosa là một loài bướm đêm trong họ Geometridae.